# Bernhard Lehmann
Bernhard Lehmann, född 11 november 1948 i Grossräschen, är en tysk före detta bobåkare som tävlade för Östtyskland.
Lehmann blev olympisk guldmedaljör i fyrmansbob vid vinterspelen 1976 i Innsbruck.